# Wicked Maiden
Wicked Maiden è il nono album in studio della band heavy metal statunitense Impellitteri, pubblicato il 12 maggio 2009 per la JVC.

## Tracce
1. Wicked Maiden – 4:01
2. Last of a Dying Breed – 3:12
3. Weapons of Mass Distortion – 3:51
4. Garden of Eden – 5:13
5. Eyes of an Angel – 4:15
6. The Vision – 4:56
7. Hi-Scool Revolution – 4:36
8. Wonderful Life – 4:02
9. Holy Man – 4:15
10. The Battle Rages On – 4:41

## Formazione
- Rob Rock – voce
- Chris Impellitteri – chitarra
- James Amelio Pulli – basso
- Brandon Wild – batteria